# Изысканный стиль (поэзия)
Изысканный стиль (окс. trobar ric) — стилистическое направление поэзии трубадуров.
Возник при соединении тёмной и лёгкой манер провансальской поэзии. Объединил в себе рафинированность и изобретательную метафоричность первой и ясность языка второй. Становление trobar ric связано с именем Пейре Овернского, считавшегося, по словам средневекового биографа «лучшим в мире трубадуром, пока не пришёл Гираут де Борнель». Творчество другого трубадура, Раймбаута Оранского является переходным от «тёмного, герметического» стиля к изысканному. Признанным мастером trobar ric считается Арнаут Даниэль.